# Blepharipa paulista
Blepharipa paulista är en tvåvingeart som beskrevs av Townsend 1929. Blepharipa paulista ingår i släktet Blepharipa och familjen parasitflugor. Inga underarter finns listade i Catalogue of Life.